# 諸葛長民
諸葛 長民（しょかつ ちょうみん、? - 義熙9年3月1日（413年4月17日））は、東晋末期の武将・政治家。本貫は琅邪郡陽都県。

## 生涯
諸葛長民は文武に才能があったが、行いが悪く郷里での評判は挙がらなかった。桓玄により参平西軍事に取り立てられたが、貪欲で民衆から厳しい搾取を行ったことにより免官された。桓玄が安帝を廃して皇帝に即位すると、豫州刺史刁逵の左軍府参軍・揚武将軍となるが、劉裕（後の南朝宋の武帝）らの桓玄打倒の計画に参加し、歴陽で劉裕らと呼応する約束をした。劉裕が挙兵すると、諸葛長民は期日に間に合わず刁逵に捕らえられたが、護送される途中で救い出され、輔国将軍・宣城郡内史に任じられた。劉敬宣とともに桓歆を討ちやぶり、新淦県公に封じられた。南燕の慕容超が下邳を攻めると、武将の徐琰を派遣してこれを撃退し、使持節・都督青揚二州諸軍事・青州刺史・晋陵郡太守に昇進した。
義熙6年（410年）、盧循が反乱して首都建康に逼ると、諸葛長民は都を守るために軍を率いて建康に入った。劉裕の命令で劉毅と北陵を守備して石頭城を援護し、反乱軍を撃退した。盧循が平定されると、都督豫州揚州之六郡諸軍事・豫州刺史・淮南郡太守に転任した。義熙8年（412年）、劉裕は劉毅を討ちに江陵に向かうと、諸葛長民を監太尉留府事として首都の留守を任せた。これより以前、諸葛長民は調子に乗って驕慢になり、政務に励まず、財貨や女性を集め大邸宅を築くなど、乱脈な行いで民衆を苦しめていた。劉裕はこれを大目に見ていたが、諸葛長民は自分の不行跡が法に触れていることに常々恐れを抱いていた上、劉毅が誅殺されたことで、次は自分も粛清されるのではないかと疑心暗鬼に陥り、劉裕に対して謀反を考えるようになった。弟の諸葛黎民は劉裕が都に戻る前に決行を勧めたが、諸葛長民は実行をためらった。劉裕は諸葛長民の動きを察知すると、あらかじめ都に戻る期日を伝えながら、期日通りに戻らず、諸葛長民ら公卿以下を待ちぼうけさせる一方で、密かに軽舟に乗って東府城に戻った。劉裕の帰還を知った諸葛長民が驚いて出向いてみると、劉裕は人払いをして諸葛長民を普段以上に歓待した。諸葛長民が喜んで安心したところ、帳に隠れていた壮士の丁旿が背後からこれを殺害した。諸葛長民の弟の諸葛黎民・諸葛幼民も誅殺された。

## 伝記資料
- 『晋書』巻85 列伝第55